# Умоджа
Умоджа (суах. umoja, [uˈmɔɗʒɑ], «єдність») — поселення в Кенії, засноване 1990 року жінками народу самбуру, не згодними з насильством і підлеглим становищем, якого вони зазнавали в рідних поселеннях. 2006 року в Умоджі жило 50 жінок і близько 220 дітей. 
Село зовні схоже на звичайні села самбуру: хатини так само будують з суміші землі і коров'ячого гною, а оточує будинки огорожа з колючого чагарнику. Однак у звичайних поселеннях панує суворий патріархат, до жінок ставляться як до власності, а Умоджа мало того, що населена майже виключно жінками, вони ж заснували це село і керують ним. Головна в селі - вождь-засновниця Ребекка Лолосолі (суах. Rebecca Lolosoli). 
У 2000-х роках в Умоджі з'явилися кемпінг і реміснича лавка, які приваблюють туристів. 

## Ребекка Лолосолі
Ребекка народилася 1962 року в селі Вамба (суах. Wamba), вона отримала початкову освіту і була видана в шлюб у 18 років. Її чоловік Фабіано Давид Лолосолі дозволяв їй торгувати і займатися проблемами зґвалтованих, хоча це викликало невдоволення інших чоловіків села: вони побили Фабіано, і Ребекка вирішила піти від нього, щоб не накликати гніву сусідів. 1990 року вона разом з 14 іншими жінками заснувала Умоджу і стала продавати продукти харчування, а з 1992 року - намиста. 
2009 року чоловік Ребекки взяв зброю і намагався знайти дружину, щоб застрелити, але її не було вдома. 

## Причини
Основних причин переїхати в Умоджу у жінок дві. Першу хвилю сюди привело насильство: жінки повідомляють про те, що після зґвалтувань британськими солдатами їх виганяли з дому або навіть намагалися вбити чоловіки, мотивуючи це тим, що зґвалтована дружина «безчестить» чоловіка. Умоджа співпрацює з адвокатом Мартіном Деєм, який говорить, що через те, що в разі визнання провини британського громадянина кенійкам виплачується компенсація, з'явилося кілька лжесвідків, однак підкреслює, що серед перших 200 повідомлень про зґвалтування він не знайшов жодного хибного. Британські військові висловили бажання співпрацювати з питання зґвалтувань жінок самбуру, але вести розслідування було доручено їх представникам. 
Другою причиною є підлегле становище жінок у самбуру: жіноче обрізання, примусові шлюби зі старійшинами (у самбуру одружитися може тільки старійшина), зґвалтування, побиття. Сім'я може вигнати вдову, оскільки жінка вважається лише джерелом збитку. 
Накопичивши грошей, жительки села викупили землю, на якій живуть. 

## Повсякденне життя
Мешканки Умоджі займаються традиційними промислами самбуру: виготовляють різнокольорові намиста, які продають при дорозі, що веде до заповідника Самбуру, і на своєму сайті, а також варять на продаж місцевий слабоалкогольний аналог пива, що дозволяє заробляти достатньо грошей для проживання. У традиційному суспільстві самбуру діти займаються випасом худоби з 6-7 років, однак у селі Умоджа всі діти ходять до школи. Мешканки й самі мають можливість відвідувати школу, де вчаться читати, писати та іншим базовим навичкам. 
В Умоджі діє короткий звід правил: потрібно носити традиційний одяг, намиста, заборонено жіноче обрізання. Є суперечливі відомості щодо того, чи можна чоловікам, які не є дітьми мешканок, спати в селі. Жінки також наймають чоловіків для випасу худоби й обгородження села колючими чагарниками. До жінки на короткий період може приїхати коханець. 
Крім власного прикладу та надання притулку жительки села допомагають жінкам довколишніх сіл, проводячи уроки, на яких розповідають про права жінок, рівність статей і вчать запобігати насильству . У село приходять не тільки самбуру, там же живе кілька людей з племені туркана. 
На території округу Самбуру, крім Умоджі, знаходиться аналогічне жіноче село Сенчен (суах. Senchen). 

## Небезпеки
Чоловіки спробували заснувати конкурентне село за кілометр від Умоджі, однак через кілька місяців відмовилися від цієї ідеї. Жителі сусіднього міста Арчер-Пост 2005 року намагалися зупиняти машини, що йдуть у заповідник, погрожуючи їм розправою, якщо ті заїдуть в Умоджу. Крім того, періодично на село нападають злодії. 
У самбуру немає розлучення, тому чоловіки з інших сіл періодично намагаються повернути дружин, яким, у разі наполегливості перших, доводиться звертатися до влади. Ребекка Лолосолі вже чула погрози на свою адресу, коли була запрошена на нью-йоркську конференцію ООН з проблем гендерної рівності: тоді чоловіки з сусіднього села обіцяли її вбити, проте вона все одно поїхала. 
Посушливість регіону Самбуру і повені річки Евасо-Нгіро (притока Джубби) також періодично загрожують існуванню села. 